# Duende (album)
Pour les articles homonymes, voir Duende (homonymie).
Albums de Avishai Cohen
Almah
(2013)
Duende est un disque du bassiste Avishai Cohen et du pianiste Nitay Hershkovits, paru en 2012. Ce disque signe un retour au source d'Avishai Cohen, après les albums Aurora et Seven Seas. Cet album est le premier de Nitay Hershkovits, jeune pianiste découvert par Cohen à Tel-Aviv.

## Morceaux
1. Signature
2. Criss Cross
3. Four Verses / Continuation
4. Soof
5. All of You
6. Central Park West
7. Ann's Tune
8. Calm
9. Ballad for an Unborn